# August Schellenberg
Pour les articles homonymes, voir Schellenberg (homonymie).
August Schellenberg, de son vrai nom August Werner Schellenberg, né le 25 juillet 1936 à Montréal, au Québec, au Canada, et mort le 15 août 2013 à Dallas, au  Texas, aux États-Unis, est un acteur de cinéma et de théâtre canado-américain.
Connu pour avoir interprété de nombreux rôles autochtones sur le grand écran et à la télévision, il est notamment célèbre pour son rôle de Sitting Bull dans le téléfilm historique Bury My Heart at Wounded Knee qui lui a valu une nomination au Emmy Award en 2007. Au Québec, il est célèbre pour avoir interprété le rôle de Wilbert Coffin, dans L'Affaire Coffin de Jean-Claude Labrecque.
Son visage est aussi connu comme celui de Randolph Johnson, qu'il interprète dans les trois volets de la saga Sauvez Willy.

## Biographie

### Jeunesse
Il naît à Montréal d'un père suisse et d'une mère anglaise et mohawk.

### Carrière
Sa vocation d'acteur débute en 1966, lorsqu'après avoir envisagé une carrière de boxeur, il obtient un diplôme de l'École nationale de théâtre du Canada. Il décroche son premier rôle sur le grand écran en 1971 dans Rip-Off. Les années 1970 comptent plusieurs apparitions sur le petit écran comme dans les séries Chapeau melon et bottes de cuir, et Homecoming. 
Par la suite, il tient le rôle principal dans L'Affaire Coffin, reconstitution d'un  fait divers célèbre de l'histoire canadienne.  Cette interprétation lui permet d'obtenir une nomination au Prix Génie du meilleur acteur en 1981.  Il est à nouveau en lice pour le Génie du meilleur acteur en 1983, à la suite de sa participation au drame à petit budget Latitude 55°.
Toujours en 1983, il joue dans Le Ruffian de José Giovanni, avec Lino Ventura, Claudia Cardinale et Bernard Giraudeau. Entre 1986 et 1988, il campe le rôle d'Allan Goldman, le propriétaire du National de Québec dans la série culte Lance et Compte, scénarisée par  Réjean Tremblay. La décennie 1980-1990 le voit obtenir de petits rôles, souvent le temps d'un épisode, dans des séries télévisées aux États-Unis comme Philip Marlowe, détective privé, Paul et les jumeaux et Supercopter.  Il joue aussi, en 1991, le rôle de Chomina, chef visionnaire des Algonquins, dans Robe noire, le film de Bruce Beresford tiré du livre de Brian Moore.  Prestation qui lui vaut de recevoir le Prix Génie du meilleur acteur dans un second rôle en 1991.
Dans les années 1990, son interprétation de Randolph Johnson, employé d'un parc aquatique, dans les trois films de la série Sauvez Willy, où il prête main-forte au jeune Jesse pour sauver l'orque Willy de la malveillance des propriétaires du parc et plus tard, de chasseurs de baleines, lui permet de toucher un large public populaire.
Ses origines autochtones l'amèneront à interpréter de nombreux rôles autochtones au cinéma.  Outre son rôle dans Robe Noire,   en 2005, il incarne le chef de tribu Powhatan dans le film Le Nouveau Monde, réalisé par Terrence Malick et traitant du mythe de Pocahontas. En 2007, il est en lice pour le Emmy Award du meilleur acteur secondaire avec Bury My Heart at Wounded Knee, un téléfilm historique consacré au Massacre de Wounded Knee, perpétré en 1890 par le 7e régiment de cavalerie des États-Unis et ayant entraîné la mort de plus de 300 autochtones de la tribu Lakota Miniconjous.  Le téléfilm, réalisé par Yves Simoneau,  reçoit des critiques élogieuses.  Shellenberg y incarne le rôle du chef autochtone Sitting Bull, personnage qu'il avait déjà interprété en 1973 dans Witness To Yesterday, série historico-dramatique, puis dans Crazy Horse, en 1996. 
Au théâtre, il se produit pour la première fois au Centre national des Arts à Ottawa en 1969 dans The Ecstacy of Rita Joe.  En 2012, il tient le rôle du Roi Lear, protagoniste de la célèbre tragédie de William Shakespeare, adaptation libre et production entièrement autochtone de Peter Hinton, un projet qu'August rêvait de mener à terme depuis l'enfance.
La fin de sa carrière est ponctuée de quelques nouvelles apparitions dans des séries télévisées comme Grey's Anatomy en 2008, Saving Grace en 2010 et Stargate Universe en 2011.
August Schellenberg est aussi connu pour avoir conduit plusieurs séminaires au Centre for Indigenous Theatre à Toronto, destiné à l'étude de l'art des Premières nations à travers le théâtre.

### Mort
Après un long combat contre un cancer du poumon, August Schellenberg s'éteint à Dallas le 15 août 2013, à l'âge de 77 ans.

### Vie privée
Il est marié à l'actrice Joan Karasevich, et père de trois filles.

## Récompenses et distinctions
Au Canada, August Schellenberg a été nommé pour trois Genie Award, dont un qui lui a été décerné pour Robe noire. Côté américain, il obtient une nomination au Emmy Award pour son rôle de Sitting Bull dans le téléfilm Bury My Heart at Wounded Knee.

## Filmographie
- 1971 : Rip-Off : Indien no 1
- 1973 : Entre amis
- 1973 : Witness to Yesterday (série télévisée) : Sitting Bull
- 1977 : One man : Ernie
- 1977 : Chapeau melon et bottes de cuir (série télévisée) : Bailey
- 1978 : Homecoming (série télévisée) : Lou
- 1979 : Riel (téléfilm) : Lépine
- 1979 : Le Secret de la banquise : Technicien
- 1980 : L'Affaire Coffin : Wilbert Coffin
- 1981 : Chasse à mort : Deak de Bleargue
- 1981 : Kings and Desperate Men : Stanley Aldini
- 1982 : Latitude 55° : Josef Przysiezny
- 1982 : Seeing Things (série télévisée) : épisode Looking Back
- 1982 : Le Vagabond (série télévisée), épisode The Spirit of Thunder Rock : Walter Henig
- 1983 : Le Ruffian : Nelson Harting
- 1983 : The Prodigal (téléfilm)
- 1983 : Le voyageur (série télévisée) : Bob Âmes
- 1983 : Running Brave : le père de Billy
- 1983 : Cross Country : Glen Cosgrove
- 1984 : Best Revenge : le capitaine de Recon Star
- 1984 : The painted Door : John
- 1985 : Workin' for Peanuts (téléfilm) : Louis Mead
- 1985 : Tramp at the Door (téléfilm)
- 1985 : Striker's Mountain (téléfilm) : Jake Striker
- 1985 : The Legs of the Lame
- 1986 : Equalizer (série télévisée), épisode Unpunished Crimes : Brennan
- 1986 : Qui a tiré sur nos histoires d'amour : Fabien
- 1986 : Confidential : Charles Ripley
- 1986 : La marque de Caïn : Otto
- 1986 : Philip Marlowe, détective privé (série télévisée), épisode Blackmailers Don't Shoot : Johnny Tango
- 1986 : Paul et les jumeaux (série télévisée), épisode Lance's Luck : Ray Webster
- 1987 : Supercopter (série télévisée), épisode Deathtrain : Gregori Nobokov
- 1988 : Le Retour de Ben Casey (téléfilm) : Dr Madigan
- 1989 : Champagne Charlie (téléfilm) : Général Butler
- 1990 : Force de Frappe (série télévisée), épisode Now and at the Hour of Our Death : Cortez
- 1991 : Robe noire : Chomina
- 1992 : Lakota Moon (téléfilm) : Bull Elk
- 1992 : The Broken Cord (téléfilm) : Duane Buckanagee
- 1992 :  Meurtres sur la voie 9 (téléfilm) : Vargas
- 1993 : E.N.G, Reporters de choc (série télévisée), épisodes The Big Sleepover  et Bailout : Charlie Antonelli
- 1993 : Geronimo (téléfilm): Cochise
- 1993 : Sauvez Willy : Randolph Johnson
- 1994 : L'Enfer blanc : Ned Dodd
- 1994 : John Gotti, un truand à abattre (téléfilm) : Willie Boy Johnson
- 1994 : Lakota Woman: Siege at Wounded Knee (téléfilm) : Dick Wilson
- 1994 : Walker, Texas Ranger (série télévisée), épisodes On Sacred Ground et Rainbow Warrior : Billy Gray Wolf
- 1995 : Tecumseh: The Last Warrior (téléfilm) : Black Hoof
- 1995 : The West Side Waltz (téléfilm) : Serge
- 1995 : Sauvez Willy 2 : Randolph Johnson
- 1996 : The Siege at Ruby Ridge (téléfilm)
- 1996 : Grand Avenue (téléfilm) : Sherman
- 1996 : Crazy Horse (téléfilm) : Sitting Bull
- 1996 : What Love Sees (téléfilm) : Earl
- 1997: Sisters and Other Strangers (téléfilm) : Det. Frank Britten
- 1997: True Heart : Khonanesta
- 1997: Silence : Johnny
- 1997: Sauvez Willy 3 : Randolph Johnson
- 1998: Scattering Dad (téléfilm) : Fierce Crow
- 1998: Un tandem de choc (série télévisée), épisode Mountie on the Bounty : Gilbert Wallace
- 2000:Out of Time (téléfilm) : Young Dog
- 2000 : Les Chemins de l'Etrange (série télévisée), épisode Camp Sanopi : Dr Nader
- 2000 : High Noon (téléfilm) : Antonio
- 2001: Sous le silence : Détective Hannah
- 2003 : Dream Keeper (téléfilm) : Grandpa
- 2004: Canadian Pie : Emile
- 2004: Tremors 4: la légende commence : Tecopa
- 2005: Le Nouveau Monde : Powhatan
- 2005: Antartica, prisonniers du froid : Mindo
- 2007: The Green Chain : John Clements
- 2007: Missionary Man : White Deer
- 2007: Bury My Heart at Wounded Knee (téléfilm) : Sitting Bull
- 2008: 45 R.P.M. : Peter George Moses
- 2008: Grey's Anatomy (série télévisée), épisode These Ties that Bind : Clay Bedonie
- 2010: Saving Grace (série télévisée), épisodes Hear the Birds ? et Yeehaw, Geepaw : Geepaw
- 2011: Stargate Universe (série télévisée), épisodes Epilogue et Common Descent : Yaozu
- 2012: The Last Movie : Samuel Booker